# Чишмы
Чишмы́ (баш. Шишмә) — посёлок городского типа, административный центр Чишминского района Республики Башкортостан Российской Федерации. Образует городское поселение Чишминский поссовет.
Находится на 24 месте из 206 по численности населения в России среди посёлков городского типа. По количеству жителей превосходит четыре города Башкортостана: Агидель, Баймак, Давлеканово и Межгорье.

## Этимология
Название поселения имеет тюркское происхождение (тат. чишмә, баш. шишмә) и означает «родник, ключ, источник; ручей».

## География
Расположен в 37 км к юго-западу от столицы республики города Уфы, на реке Калмашка. На южной окраине посёлка находится станция Чишмы. Неподалёку протекает река Кармасан.

## Климат
| Показатель                    | Янв.  | Фев.  | Март  | Апр. | Май  | Июнь | Июль | Авг. | Сен. | Окт. | Нояб. | Дек.  | Год  |
| ----------------------------- | ----- | ----- | ----- | ---- | ---- | ---- | ---- | ---- | ---- | ---- | ----- | ----- | ---- |
| Средний суточный максимум, °C | −8,9  | −8    | −1    | 10,6 | 20,2 | 24   | 25,6 | 23,4 | 18,9 | 8    | −1,1  | −8,2  | 8,6  |
| Средняя температура, °C       | −12,8 | −12,7 | −5,8  | 5,2  | 13,6 | 17,8 | 19,6 | 17,2 | 12,9 | 4    | −4,2  | −11,7 | 3,6  |
| Средний суточный минимум, °C  | −17,2 | −17,5 | −10,7 | 0    | 7,1  | 11,5 | 13,3 | 11,4 | 6,9  | 0,6  | −7,4  | −15,7 | −1,5 |
| Норма осадков, мм             | 32    | 23    | 29    | 33   | 30   | 54   | 41   | 40   | 34   | 41   | 37    | 32    | 426  |

## История
На карте Чуби-Минской волости 1867 года посёлок отсутствует. Вероятно, посёлок был основан в период строительства железной дороги, движение по которой было открыто в сентябре 1888 года. Получил свое название от одноимённой деревни Чишмы, которая была основана в 1650 году. Статус посёлка городского типа с 1946 года.
В учётных письменных источниках («Книга переписная 1747 г. …Казанской дороги Уфимского уезда») жителями поселения «Чишмы, что по реке Чишме» указаны служилые мещеряки в 14 душ мужского пола в 4 домохозяйствах (п. 60, стр. 69. Татары Уфимского уезда (материалы переписей населения 1722—1782 гг.): справочное издание. 2 изд., испр. и доп. / Отв. ред. Р. Р. Исхаков. — Казань: Институт истории им. Ш. Марджани АН РТ, 2021).

## Население
| 1939    | 1959    | 1970    | 1979    | 1989    | 2002    | 2008    | 2009    | 2010    |
| ------- | ------- | ------- | ------- | ------- | ------- | ------- | ------- | ------- |
| 2704    | ↗7274   | ↗11 049 | ↗13 963 | ↗18 625 | ↗21 008 | ↗24 021 | ↘22 096 | ↘21 196 |
| 2012    | 2013    | 2014    | 2015    | 2016    | 2017    | 2018    | 2019    | 2020    |
| ↗21 272 | ↗21 540 | ↗21 923 | ↗21 994 | ↗22 008 | ↗22 408 | ↗23 518 | ↘22 733 | ↘22 706 |
| 2021    |         |         |         |         |         |         |         |         |
| ↘22 597 |         |         |         |         |         |         |         |         |

### Национальный состав
Согласно Всероссийской переписи населения 2010 года: татары — 56,5 %, русские — 21,9 %, башкиры — 15,9 %, украинцы — 2,7 %, лица других национальностей — 3 %.
По итогам переписи населения 2020 года проживали следующие национальности (национальности менее 0,1 % и другое см. в сноске к строке «Другие»):
| Национальность | Численность, чел. | Доля     |
| -------------- | ----------------- | -------- |
| Татары         | 11 759            | 52,04 %  |
| Русские        | 5900              | 26,11 %  |
| Башкиры        | 4104              | 18,16 %  |
| Украинцы       | 194               | 0,86 %   |
| Мордва         | 118               | 0,52 %   |
| Узбеки         | 62                | 0,27 %   |
| Чуваши         | 58                | 0,26 %   |
| Таджики        | 53                | 0,23 %   |
| Армяне         | 43                | 0,19 %   |
| Марийцы        | 23                | 0,10 %   |
| Азербайджанцы  | 23                | 0,10 %   |
| Другие         | 260               | 1,16 %   |
| Итого          | 22 597            | 100,00 % |

### Языковой состав
Согласно Всероссийской переписи населения 2010 года родными языками населения являлись: татарский — 51,9 %, русский — 33,7 %, башкирский — 11 %.

## Экономика
Основу экономики посёлка и района составляют ПАО «Чишминский сахарный завод», способный перерабатывать до 4 тыс. тонн корнеплодов в сутки и ООО «Чишминский МЭЗ» (маслоэкстрационный завод), способный перерабатывать до 1 тыс. сырья и производящий подсолнечное масло, рапсовое масло и шрот.
В поселке находятся завод железобетонных изделий, частные строительные организации, в том числе ООО «Башмодульстрой», известный производством профнастила и металлочерепицы, функционируют жилищно-коммунальные предприятия ООО «Жилсервис», ООО «Аргон», Чишминский ДРСУ "ГУП «Башкиравтодор».
Аграрный сектор представлен АО «Чишминский свинокомплекс», МУСП «Чишминский плодопитомнический совхоз» и другими.

## Транспорт
Крупная узловая железнодорожная станция Куйбышевской железной дороги (линии на Уфу, Самару и Ульяновск). 15 августа 1914 года в Чишмах были соединены Самаро-Златоустовская и Волго-Бугульминская железные дороги.

## Средства массовой информации
- Чишминское телевидение;
- газета «Родник плюс»;
- газета «Чишмэ»;
- газета «Дим Буйы»;
- газета «Толпар»;
- газета «Маяк».

## Религия
Мечети:
- Соборная мечеть имени Хаджи Хусейн-бека;
- Мечеть

Православные храмы:
- Церковь Успения Пресвятой Богородицы

## Достопримечательности
- Историко-краеведческий музей. Историко-краеведческий музей в поселке Чишмы работает с 2014 года. В январе 2015 года музей переехал в двухэтажное здание на улице Кирова, д.13. Здание бывшего ЗАГСА, расположенное напротив администрации поселка, принадлежит сейчас музею. Первый зал о природе края, палеонтологии и археологических раскопках, проводимых на территории. Чишминский район богат на археологические памятники, их здесь 14[20].
- Караякуповское городище. Городище представляет два земляных вала. Ширина их — четыре метра, а по описаниям тех археологов, высота была один метр. Рядом с валами находились два рва. Внутренний вал сооружён был на каменном основании[20].
- Мавзолей Хусейн-бека. Это мусульманская святыня, где покоится видный проповедник Булгарского улуса Золотой Орды[20].
- Мавзолей Тура-хана — памятник археологии и культуры, датированный XIV веком[20].
- Мельница братьев Бушмариных. Здание мельницы было построено в 1890 году, принадлежало оно Бушмариным, отсюда можно встретить два названия: мельница Бушмарина или мельница братьев Бушмариных. Купцы Фёдор и Василий Бушмарины проживали в Уфе, их особняк на данный момент восстановлен. Прославились купцы как меценаты, благотворительность заключалась в сдаче комнат художникам и в развитии городской художественной школы. По свидетельствам местных жителей, мельница проработала до начала XX века. Видимо, именно это обстоятельство во многом повлияло на сохранность здания до наших дней[20].
- Монумент воинам, павшим в годы Великой Отечественной войны.
- Памятник В. И. Чапаеву.